# 돌렌 오무르자코프 스타디움
돌렌 오무르자코프 스티디움(키르기스어: Долен Омурзаков атындагы)는 키르기스스탄 비슈케크에 위치한 다목적 경기장이다. 현재 주로 축구 경기장으로 이용되며 키르기스스탄 축구 국가대표팀와 도르도이 비슈케크와 알가 비슈케크의 홈구장으로 사용된다. 수용 인원은 23,000명이다.